# Sant'Eligio degli Orefici
Sant'Eligio degli Orefici ou Igreja de Santo Elígio dos Ourives é uma igreja de Roma, Itália, localizada no rione Regola, na Via di Sant'Eligio, perto da Via Giulia.  É consagrada a Santo Elígio de Noyon.
É uma igreja anexa da paróquia de San Lorenzo in Damaso.

## História
Esta igreja foi construída pela guilda dos ourives e prateiros perto do palácio que hoje é a sede do Collegio degli Orefici, entre 1509 e 1575, com base num projeto de Rafael e terminada com a ajuda de Baldassarre Peruzzi e Bastiano da Sangallo. O edifício foi reformado várias vezes por causa das constantes inundações do Tibre.
A fachada original ruiu em 1601 e foi refeita em 1620 por Giovanni Maria Bonazzini com base num projeto de Flaminio Ponzio.

## Descrição
A planta interior é no formato de uma cruz grega com uma cúpula hemisférica assentada sobre um tambor atribuída a Peruzzi. Os afrescos na abside são de Matteo da Lecce ("Madona com os Santos Estêvão, Lourenço e Elígio") e Taddeo Zuccari ("Profetas e Apóstolos"); nos altares laterais estão, à esquerda uma "Natividade", de Giovanni de Vecchi, e, à direita, uma "Adoração dos Magos" de Giovanni Francesco Romanelli.
O monumento funerário de Giovanni Giardini de Forlì, um membro da Academia de São Lucas e prateiro dos Palácios Apostólicos e capelão da guilda, sepultado originalmente na vizinha Santa Maria dell'Orazione e Morte, é de 1722. Em 1730, ali foi colocada, em memória de ilustre e valoroso membro, uma cópia da lápide de Bernardino Passeri, ourives romano que estava entre os fundadores da guilda, morto combatendo os lansquenetes no Borgo, em 1527, durante o infame saque de Roma pelas tropas de Carlos V. A original está na via dei Penitenzieri.

## Galeria

Imagens da igreja
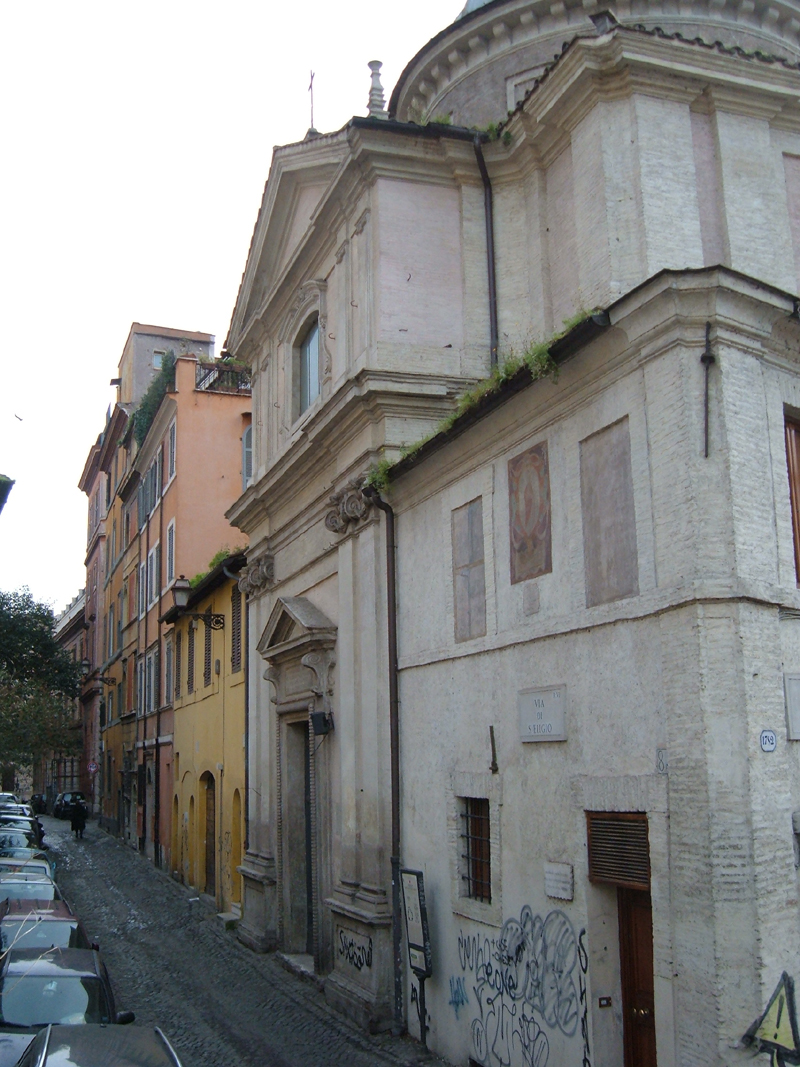
Vista da rua e prédios vizinhos.
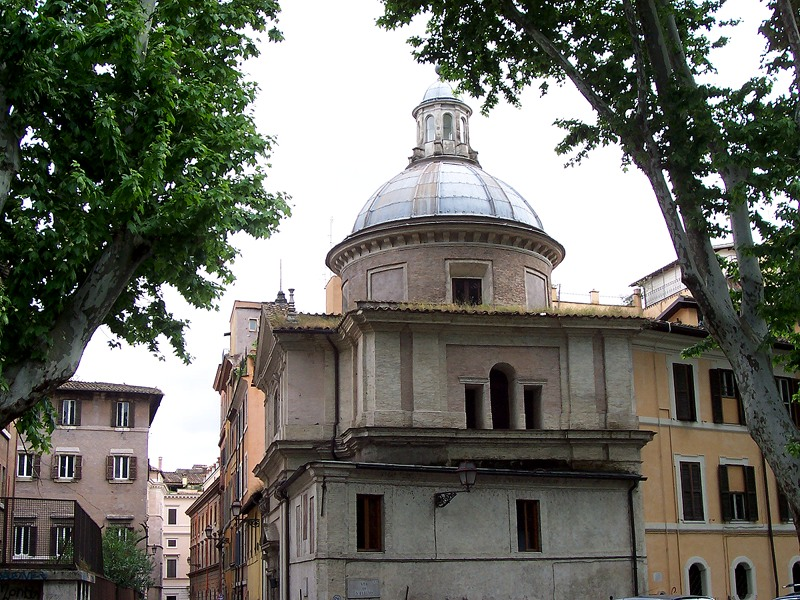
Cúpula e a lateral.
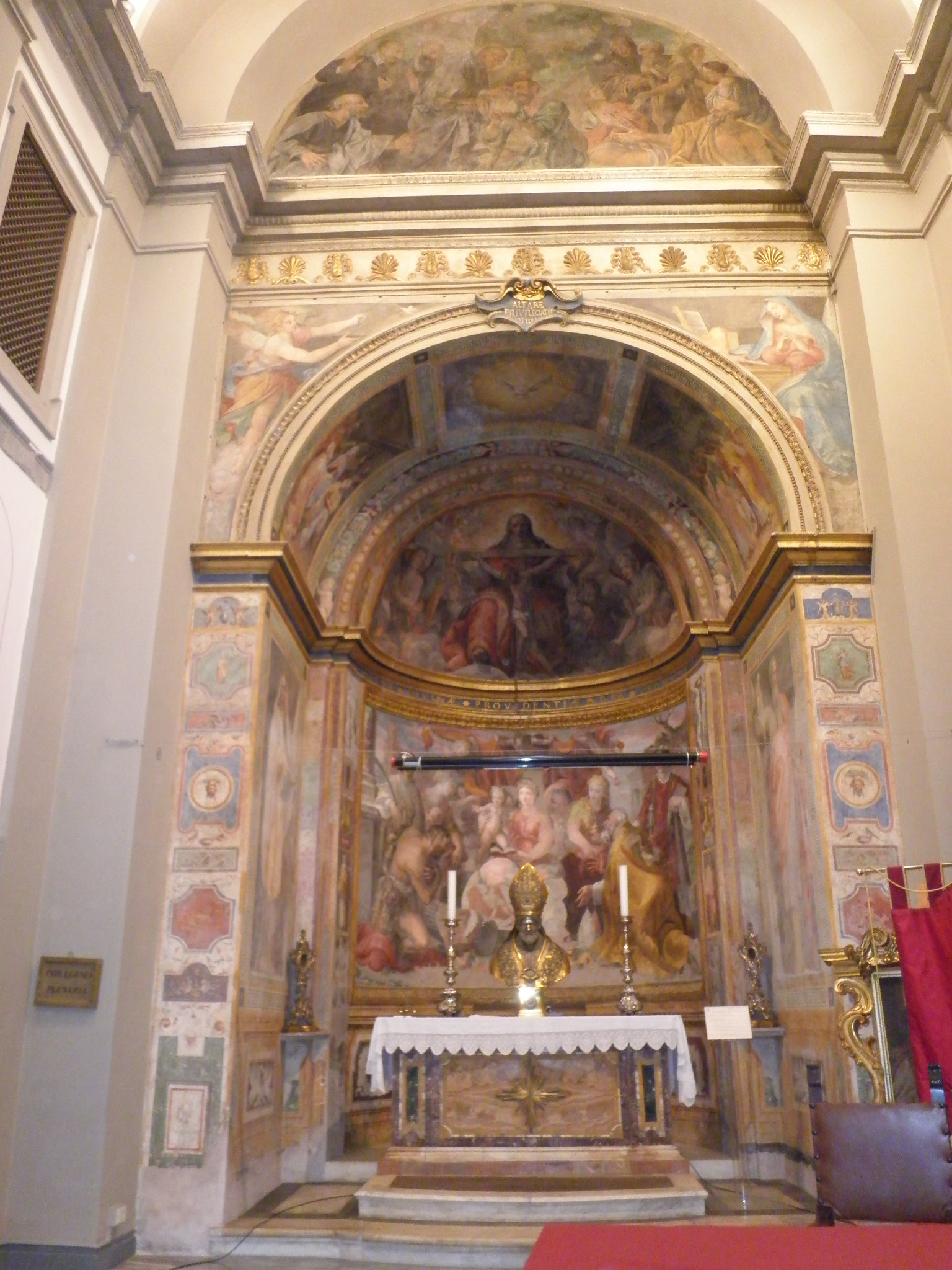
Altar-mor com o relicário de Santo Elígio.
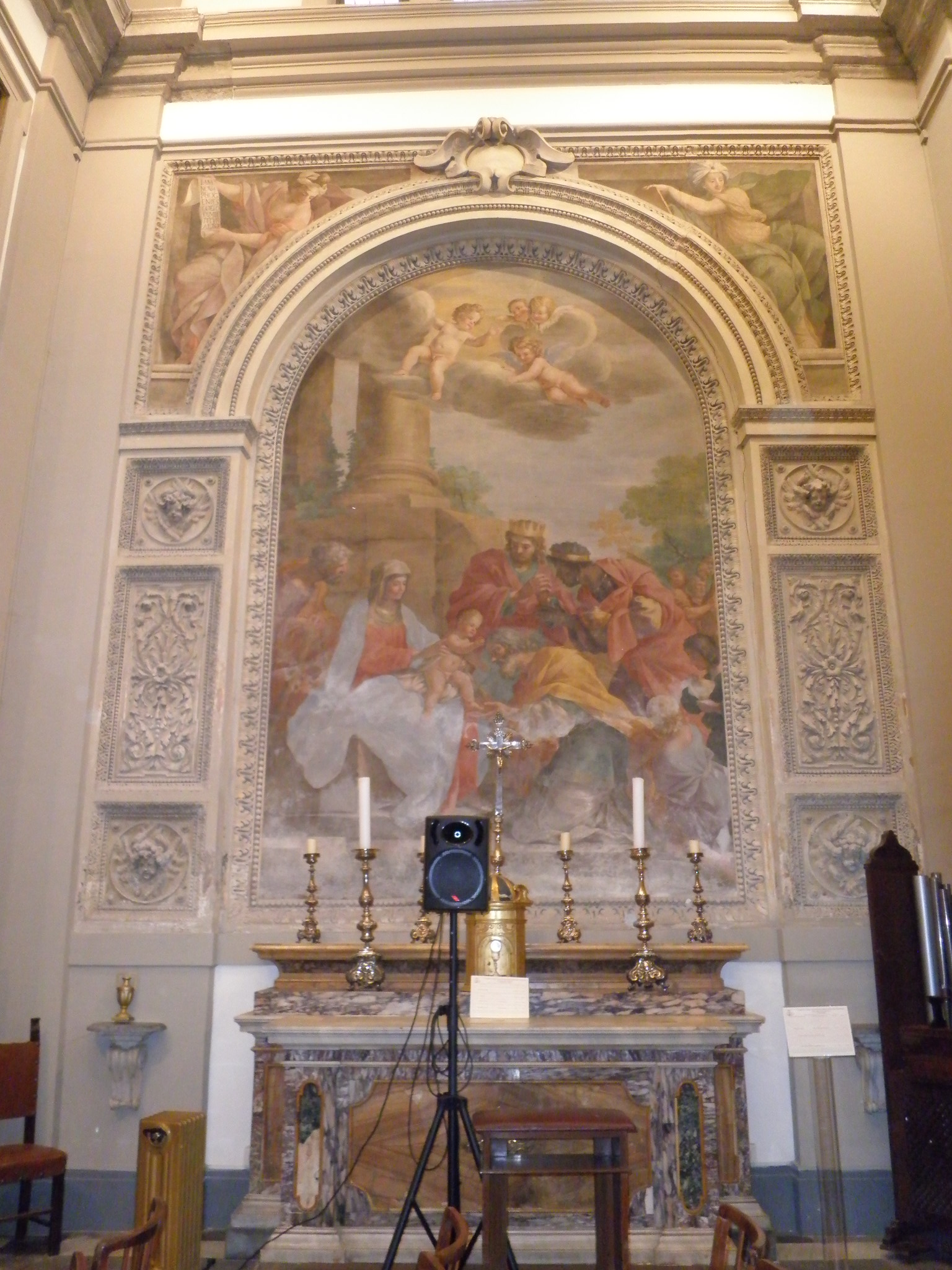
"Adoração dos Magos"de Giovanni Francesco Romanelli.
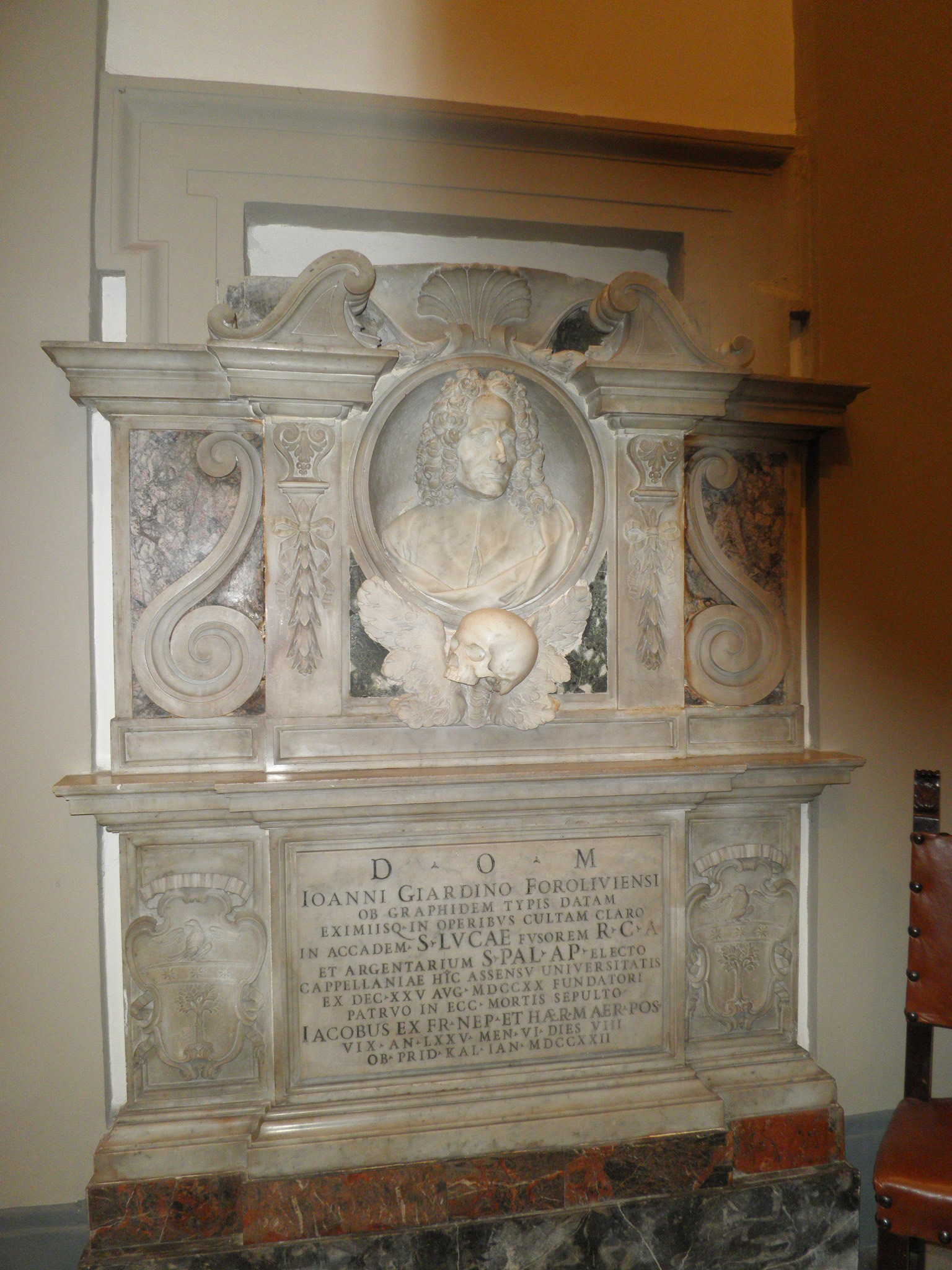
Monumento a Giovanni Giardini.